# Majster Kat
Majster Kat es un grupo de thrash metal, procedentes de Eslovaquia.

## Integrantes

### Formación actual
- Slymák - vocal (2001 - actualmente)
- Los - guitarra (2001 - actualmente)
- Lukáš - guitarra (2001 - actualmente)
- Tapyr - bajo (2001 - actualmente)
- Bubonix - batería (2001 - actualmente)

## Discografía

### Álbumes de estudio
- 2007: "Svätá Zvrhlosť"
- 2014: "Memento..."

### Recopilatorios
- 2004: "Demo"
- 2007: "Naživo v Bratislave" (DVD)